# Гастоне Бін
Гастоне Бін (італ. Gastone Bean, нар. 11 серпня 1936, Сан-Канціан-д'Ізонцо) — італійський футболіст, що грав на позиції нападника. По завершенні ігрової кар'єри — тренер.
Виступав, зокрема, за «Мілан», з яким став дворазовим чемпіоном Італії, та «Дженоа», а також національну збірну Італії. Як тренер працював з нижчоліговими італійськими клубами, здебільшого у Серії С.

## Клубна кар'єра
Народився 11 серпня 1936 року в місті Сан-Канціан-д'Ізонцо. Розпочав займатись футболом у місцевому однойменному клубі, але вже 1953 року потрапив в академію «Мілана». Восени 1955 року був відданий в оренду в «П'яченцу», в якій забив 23 голи у 21 матчі чемпіонату, ставши найкращим бомбардиром Серії С сезону 1955/56. При цьому 7 голів Бін забив в останньому турі проти «Леччо» (9:4).
У наступному сезоні Гастоне дебютував за «Мілан» у Серії А, вийшовши 14 жовтня 1956 року на матч проти «Падови» (0:2). Незважаючи на певний скептицизм через його молодий вік та недосвідченість, головний тренер клубу Джузеппе Віані довіряв Біну, який чергувався з Карло Галлі на позиції центрального нападника. В результаті молодий нападник забив 17 голів, серед яких гол в дербі 10 березня 1957 року, що завершився нічиєю 1:1, ставши четвертим найкращим бомбардиром Серії А і допоміг «россонері» виграти чемпіонат Італії. У наступному сезоні разом з деякими іншими товаришами по команді Бін заразився вірусним гепатитом, проте зумів записати до свого активу 10 голів. У сезоні 1958/59 завоював чергове Скудетто, будучи дублером бразильця Жозе Алтафіні. Бін забив 4 голи, серед яких дубль у ворота «Удінезе» (7:0). У останньому четвертому сезоні в рідному клубі Бін забив 8 голів у 25 матчах і зайняв з командою третє місце.
1960 року уклав контракт з клубом Серії В «Дженоа», де утворив дует форвардів з Едді Фірмані. У першому сезоні Бін забив 14 голів у 34 матчах, в тому числі чотири голи 2 квітня 1961 року у  матчі проти «Новари». Тим не менш «грифони» залишилися в Серії B, зайнявши 13 місце через позбавлення очок. Підвищення відбулося наступного року, коли «Дженоа» закінчила сезон на першому місці, а Бін забив 20 голів, ставши другим бомбардиром чемпіонату. Наступні два сезони Гастоне провів з «Дженоа» у Вищому дивізіоні, вигравши з командою Кубок Дружби у 1963 році та Кубок Альп 1964 року.
1964 року Бін знову повернувся до Серії В, ставши гравцем «Наполі». В сезоні 1964/65  нападник забив 6 голів, ставши другим найкращим бомбардиром команди, і допоміг клубу повернутись в Серію А. Після цього неаполітанський клуб придбав двох високоякісних форвардів Жозе Алтафіні, якому Бін вже програвав конкуренцію у «Мілані», та Омара Сіворі. В результаті цього Гастоне став рідко з'являтись на поле і в наступні два сезони у Серії А забив 3 і 1 гол відповідно.
1967 року став гравцем СПАЛа, президент якого Паоло Мацца хотів посилити атаку свого клубу. Втім через травму коліна Бін зіграв за «біло-блакитних» у Серії В сезону 1967/68 лише 6 матчів, не забивши жодного голу, а його клуб покинув еліту. Втім Гастоне залишився у клубі на наступний сезон, забивши 2 голи у 16 матчах Серії В.
Завершив професійну ігрову кар'єру у клубі «Белларія» з Серії D, де працював граючим тренером у 1969—1972 роках.

## Виступи за збірну
26 травня 1957 року дебютував в офіційних матчах у складі національної збірної Італії в грі відбору на чемпіонат світу 1968 року проти Португалії (0:3). Загалом за 2 роки провів у формі головної команди країни 4 матчі.

## Кар'єра тренера
Після роботи з «Белларією», яку Бін закінчив 1973 року, тренер працював у Романьї з клубами «Равенна» (Серія С), «Форлі» та «Каттоліка» (обидва — Серія D). Після цього недовго працював у «Лекко».
1981 року став головним тренером команди «Беневенто», тренував команду з Беневенто два роки..
Після цього протягом 15 матчів був головним тренером «Барлетти» (6 перемог, 6 нічиїх і 3 поразки у Серії C1 сезону 1983/84), а в подальшому працював також у Серії С1 з клубами «Казертана», «Казарано» та «Кампанія Путеолана».
Останнім місцем тренерської роботи Біна був клуб Серії С2 «Фазано», головним тренером команди якого Гастоне був з 1988 по 1989 рік.

## Титули і досягнення
- Чемпіон Італії (2):

«Мілан»: 1956–1957, 1958–1959

### Індивідуальні
- Включений до Зали слави «Дженоа»[20].

## Статистика виступів

### Статистика виступів за збірну
| Дата       | Місто   | Господарі         | Результат | Гості          | Турнір                   | Голи | Примітки |
| ---------- | ------- | ----------------- | --------- | -------------- | ------------------------ | ---- | -------- |
| 26-5-1957  | Лісабон | Португалія        | 3 – 0     | Італія         | Відбір до ЧС 1958        | -    |          |
| 4-12-1957  | Белфаст | Північна Ірландія | 2 – 2     | Італія         | товариський матч         | -    |          |
| 9-11-1958  | Париж   | Франція           | 2 – 2     | Італія         | товариський матч         | -    |          |
| 13-12-1958 | Генуя   | Італія            | 1 – 1     | Чехословаччина | Кубок Центральної Європи | -    |          |
| Усього     |         | Матчів            | 4         |                | Голів                    | 0    |          |